# شیحه الحمرا
شیحه الحمرا (به عربی: شیحة الحمراء) یک روستا در سوریه است که در ناحیه حمرا واقع شده‌است. شیحه الحمرا ۷۴۱ نفر جمعیت دارد.